# Alfa Romeo 80-N
L'Alfa Romeo 80-N est, avec le 40-N, le premier autobus produit par le constructeur italien Alfa Romeo V.I. SpA en 1932. Ce modèle, d'une capacité beaucoup plus importante que le 40-N, d'une longueur de 12 mètres, comporte 3 essieux, conformément au code de la route italien de l'époque. Il sera remplacé par le 110-A dès 1934.

## Histoire
Après deux tentatives, peu fructueuses, de transformation des modèles automobiles 15-20 HP et 20-30 HP en camionnettes civiles et militaires, le constructeur milanais attendra 1930 avant de se lancer dans le secteur des véhicules industriels lourds.

### Contexte historique
En 1926, le constructeur milanais Alfa Romeo va connaître un évènement extrêmement important avec son passage sous le contrôle de la holding d'Etat l’« Istituto per la Ricostruzione Industriale », plus connu sous l'acronyme IRI. La situation économique italienne était difficile, surtout à la suite des décisions prises par le gouvernement fasciste de Benito Mussolini qui avait envahi plusieurs Etats africains et qui préconisait l'autarcie. A cette époque, l'utilisation de moteurs essence pour les véhicules lourds a rapidement cédé le pas au diesel. En Italie, le seul constructeur qui possédait vingt ans d'expérience dans ce domaine était Fiat avec ses propres brevets de conception et de fabrication de moteurs diesel et même avec injection directe.
Sous la pression des responsables gouvernementaux et de l'IRI, dont dépendait maintenant Alfa Romeo, le constructeur fut "invité" à élargir ses productions dans le secteur des véhicules industriels avec motorisation diesel. Fiat n'ayant aucune intention de passer un accord pour la fourniture de moteurs à un potentiel concurrent national, à l'automne 1929 Alfa Romeo V.I. signe un contrat avec la société allemande Bussing pour la fabrication sous licence en Italie, des châssis pour autobus des modèles 40-N et 80-N et avec Deutz pour construire des moteurs diesel sur une base Deutz, types de moteurs que le constructeur milanais ne connaissait pas, n'ayant jamais construit autre chose que des voitures sportives. Il deviendra, très rapidement un grand spécialiste des moteurs d'avion et des gros et puissants moteurs diesel. 

### L'autobus/autocar 80-N
Pour obtenir des commandes de l'ATAG de Rome, la régie municipale des transports de la capitale italienne qui, à l'époque, disposait d'un parc composé uniquement de véhicules Fiat et Lancia, il fallait pouvoir proposer deux types d'autobus : un véhicule de 10 mètres à 2 essieux et un de 12 mètres à 3 essieux, comme l'imposait le code italien.
Lors du Salon de l'automobile de Milan de 1932, le constructeur italien présente ses deux premiers modèles de transport de personnes, les autobus type 40-N à 2 essieux et 80-N à 3 essieux. Incité par le gouvernement fasciste de Mussolini, l’ATAG de Rome acquiert 3 autobus Alfa Romeo 40-N destinés, dans un premier temps, à des tests avant de passer une commande ferme. L'un des autobus fut testé avec une remorque indépendante. Ces autobus ont été mis en service le 27 décembre 1932. 
Assez peu séduit par le modèle 40-N, en 1933, l'ATAG Rome passe commande de 26 exemplaires du modèle 80-N qui reçoivent une carrosserie élaborée par la Carrosserie Macchi. Ils seront mis en service le 20 janvier 1934. Le moteur des autobus 3101 et 3103 sera équipé de gazogène le 23 février 1937 tandis que les autobus 3137 et 3139 sont équipés d'une boîte de vitesses automatique Wilson. Le dernier autobus de cette série sera radié en janvier 1960. 
À l'automne 1934, l'ATAG Rome fait l'acquisition de 4 autobus Alfa Romeo supplémentaires, 3 modèles 40-N et un 85-A, son successeur dans la nouvelle gamme du constructeur. Ces autobus ont été mis en service le 11 janvier 1935. 
Après avoir eu un premier retour d'expérience avec les modèles 40-N et 80-N utilisés par l'ATAG de Rome dès 1932, 5 AR.40-N et 26 exemplaires de l'AR.80-N, Alfa Romeo Industriale lance la production d'un nouveau modèle de châssis surbaissé pour autobus, dérivé du camion 85N, le châssis d'autobus AR.85-A. L'ATAG de Rome sera la première régie municipale italienne à commander des autobus AR.85-A équipés du moteur Alfa Romeo F6M 317E d'une cylindrée de 11.560 cm3, développant 110 Ch dans sa première version. L'ATAG restera fidèle au carrossier Macchi de Milan pour la carrosserie et l'aménagement intérieur avec le volume dédié du conducteur isolé du volume voyageurs par une paroi en verre ; l'accès se faisant toujours par l'arrière avec la présence d'un receveur.
Le moteur de ce véhicule aurait dû être le même que celui monté sur le 40-N, le F6M 217 - 6 cylindres 10.594 cm3, développant 80 ch CUNA, construit sur une base Deutz. Lors des essais d'usine, la puissance de ce moteur s'avéra insuffisante pour garantir un fonctionnement adéquat de l'autobus, comparé aux modèles des concurrents Fiat et Lancia. Deutz ne sachant pas tirer plus de 80 ch de ses plus gros moteurs, Alfa Romeo modifia et retravailla ce moteur pour en tirer 110 chevaux.
L'ATAG de Rome a fait carrosser plusieurs autocars Alfa Romeo 80-N en version GT pour des excursions touristiques.